# Faro di Tungenes
Il faro di Tungenes (in norvegese: Tungenes fyr) è un faro situato a Randaberg, nella contea di Rogaland, in Norvegia.

## Descrizione
Il faro è situato all'estremità settentrionale della penisola di Stavanger, nella distretto storico dello Jæren, costruito a segnalare l'imbocco del fiordo Byfjorden che conduce alla città, un tempo importante centro dell'industria conserviera delle aringhe. 
Oggigiorno il faro non è più attivo ma è adibito a museo e centro culturale del folklore della zona.

## Storia
Il faro di Tungenes fu costruito nel 1828, inizialmente come semplici candele di sego poste davanti alla finestra della fattoria di Tunge, quando una crescita delle attività della pesca commerciale soprattutto delle aringhe fece sorgere la necessità di un accesso sicuro al porto di Stavanger attraverso il Byfjorden. Un vero e proprio faro fu poi costruito nel 1862, a cui venne aggiunta una torre nel 1898.
Il faro cessò di esercitare la propria funzione nel 1984, quando venne sostituito da un faro automatico posizionato sulla vicina isola di Brakjen. Al momento il faro è un'attrazione turistica affiliata all'associazione norvegese dei fari storici (Norsk Fyrhistorisk Forening), ospita un museo e spesso mostre ed altri eventi culturali in cooperazione con il consorzio museale Jærmuseet.